# Marksotmossa
Marksotmossa (Andreaea obovata) är en bladmossart som beskrevs av Knut Fredrik Thedenius 1849. Marksotmossa ingår i släktet sotmossor, och familjen Andreaeaceae. Arten är reproducerande i Sverige. Inga underarter finns listade i Catalogue of Life.

## Bildgalleri

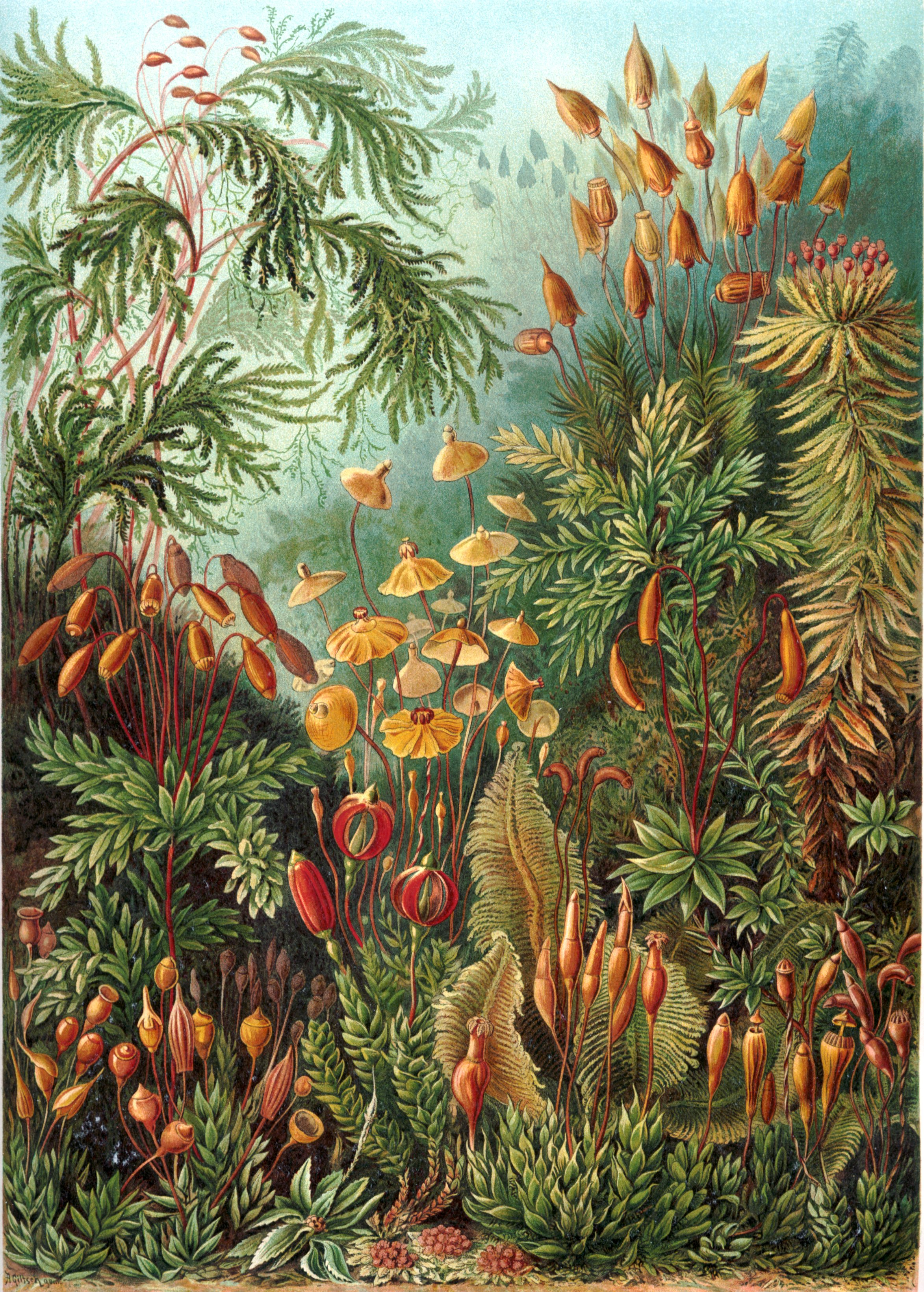